# Schillingtest
De Schillingtest is een geneeskundig onderzoek waarbij wordt getest of een patiënt vitamine B12 kan opnemen. Vitamine B12 is nodig als bouwsteen van de cel, met name van rode bloedcellen. Een tekort hiervan kan zodoende leiden tot bijvoorbeeld bloedarmoede. 

## Achtergrond
Om deze vitamine op te kunnen nemen bindt het in de maag aan r-factor (een eiwit geproduceerd door de speekselklieren). Vervolgens wordt door enzymen uit de alvleesklier de verbinding met r-factor verbroken, en bindt vitamine B12 met intrinsic factor. Intrinsic factor is nodig voor de resorptie van vitamine B12 door specifieke receptoren in het laatste deel van de dunne darm. Circa één procent kan passief worden opgenomen, zonder intrinsic factor of receptoren in de darm.

## Uitvoering
Het onderzoek wordt meestal uitgevoerd door een afdeling nucleaire geneeskunde. Bij de Schillingtest krijgt de patiënt oraal radioactief vitamine B12 toegediend. Daarnaast wordt een grote hoeveelheid niet-radioactief vitamine B12 intramusculair ingespoten. Door de feitelijke overdosering van vitamine B12 zal de patiënt veel van deze stof uitplassen. Bij normale opname zal daarom radioactief gelabeld vitamine B12 in de urine aantoonbaar zijn.  Als vitamine B12 niet wordt geresorbeerd, wordt het met de ontlasting uitgescheiden, en zal dus geen radioactiviteit in de urine aantoonbaar zijn.

### Variant
Als er verminderde opname van vitamine B12 is aangetoond, kan de test herhaald worden terwijl naast vitamine B12 ook intrinsic factor wordt gegeven. Als de opname van B12 is gestoord door afwezigheid van intrinsic factor (bv. bij pernicieuze anemie), zal deze testvariant wel een normale uitslag hebben. Bij een resorptiestoornis in de dunne darm zijn de uitslagen van beide testen afwijkend.